# Bysjön (Karlskoga socken, Värmland)
Bysjön är en sjö i Karlskoga kommun i Värmland och ingår i Göta älvs huvudavrinningsområde.